# Fiat 127
El Fiat 127 és un automòbil produït per la FIAT entre 1972 i 1982. El codi intern de la FIAT per a aquest projecte va ser X1/4. També fou produït per SEAT amb el nom de Seat 127.
El "127", guardonat amb el premi de millor cotxe de l'any a Europa, va ser llançat al mercat el 1972 com a substitut del Fiat 850. El "127" va suposar una revolució respecte del model precedent: el motor va situat al davant en posició transversal (en compte de al darrere), la tracció és davantera (abans era posterior), la carrosseria és totalment nova (el "850" era un derivat del "600"), la suspensió compta amb un sistema de quatre rodes independents (Mc Pherson). L'únic element que es conserva del "850" és el motor de 4 cilindres amb arbre de leves lateral i distribució amb varilles i balancins, en la versió de 903cc del "850 Coupé", tot i que amb la potència rebaixada a 47CV.
El "127" va ser considerat des del començament com un vehicle de concepció moderna i amb un interior molt espaiós. Fins i tot el maleter era molt més gran que en els models anteriors.

## El 127 arreu del món

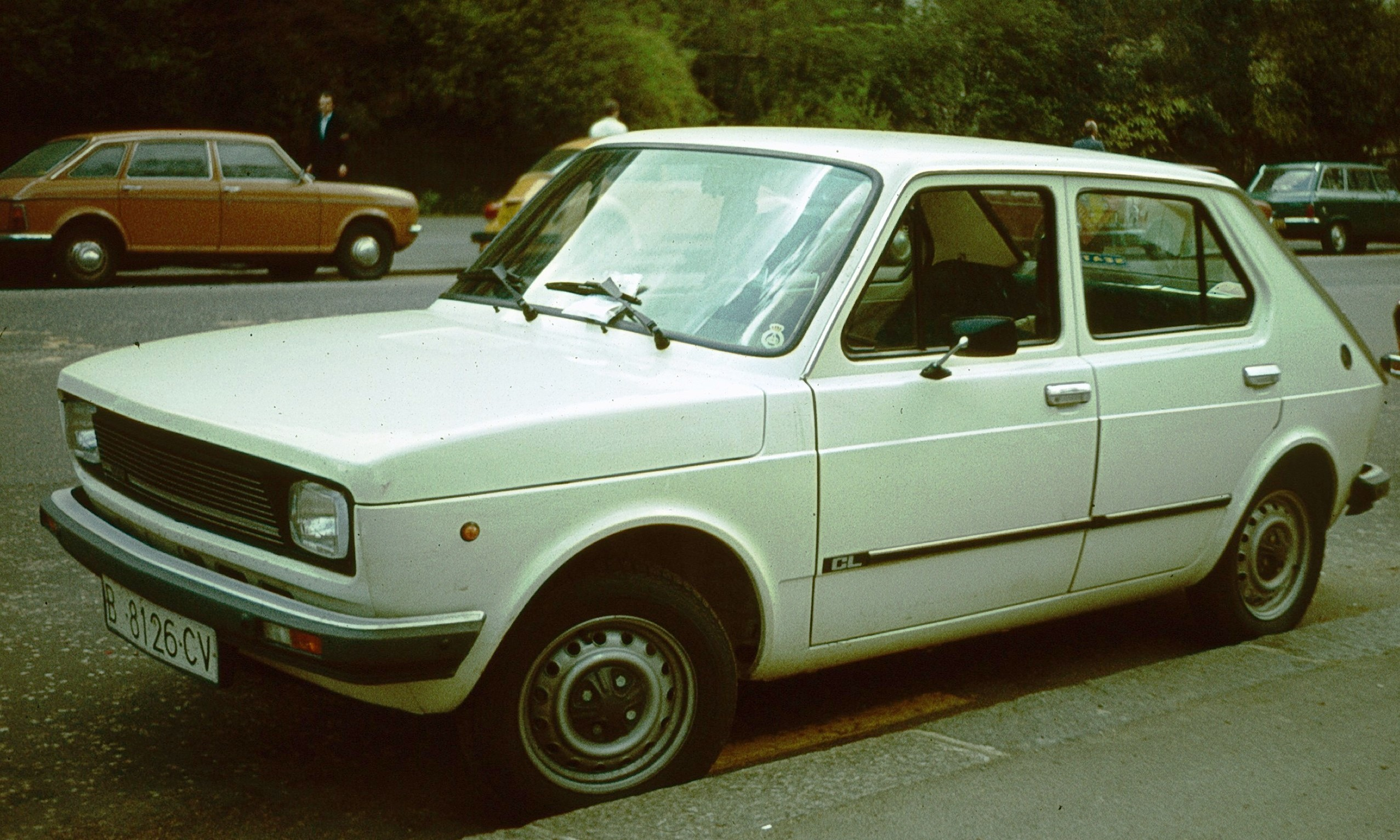
SEAT 127 de la 2a sèrie

El "127" va ser produït a també fora d'Itàlia, a les plantes que Fiat posseeix al Brasil. Sota llicència es va produir a Polònia i també a Espanya on va ser comercialitzat com a Seat 127. Seat va produir prop d'1,5 milions d'unitats del 127, de la primera, segona i tercera sèrie (aquesta última amb el nom de Seat Fura). Una vegada finalitzat l'acord entre Seat i Fiat, com havia passat amb altres models com el Fiat Panda i el Fiat Ritmo (que es van convertir en Seat Marbella i Seat Ronda respectivament), Seat va fer algunes modificacions sobre el cotxe i durant poc més d'un any, abans de l'aparició del primer Seat Ibiza, va comercialitzar el "127" com a "Seat Fura Dos". Cal destacar que el desenvolupament de la carrosseria de quatre portes va ser realitzat per Seat.
Al Brasil es va produir també una versió de dues portes i tres volums, semblant a un petit 128 i anomenada Oggi.
El "127" va ser produït també per Zastava per al mercat iugoslau. El vehicle comercial més significatiu derivat del "127" va ser la furgoneta Fiorino. Existia també una versió pick up, amb el mateix frontal del Fiat 147, nom amb què es comercialitzava el "127" brasiler.